# Elco van der Geest
Elco van der Geest (Haarlem, 4 de mayo de 1979) es un deportista neerlandés que compitió para Bélgica en judo. Ganó cuatro medallas en el Campeonato Europeo de Judo entre los años 2001 y 2010.
Su hermano Dennis también fue un judoka que compitió internacionalmente.

## Palmarés internacional
| Representando a los Países Bajos |                       |                   |           |
| Campeonato Europeo               |                       |                   |           |
| Año                              | Lugar                 | Medalla           | Categoría |
| 2001                             | París (Francia)       | Medalla de bronce | –100 kg   |
| 2002                             | Maribor (Eslovenia)   | Medalla de oro    | –100 kg   |
| 2003                             | Düsseldorf (Alemania) | Medalla de plata  | –100 kg   |
| Representando a Bélgica          |                       |                   |           |
| Campeonato Europeo               |                       |                   |           |
| Año                              | Lugar                 | Medalla           | Categoría |
| 2010                             | Viena (Austria)       | Medalla de oro    | –100 kg   |